# Legio VI Victrix
A Legio VI Victrix (legio sexta victrix, VI. győzedelmes légió) egy római légió volt, amely Hispaniában és Britanniában állomásozott. Jelvénye a bika volt.

## Története

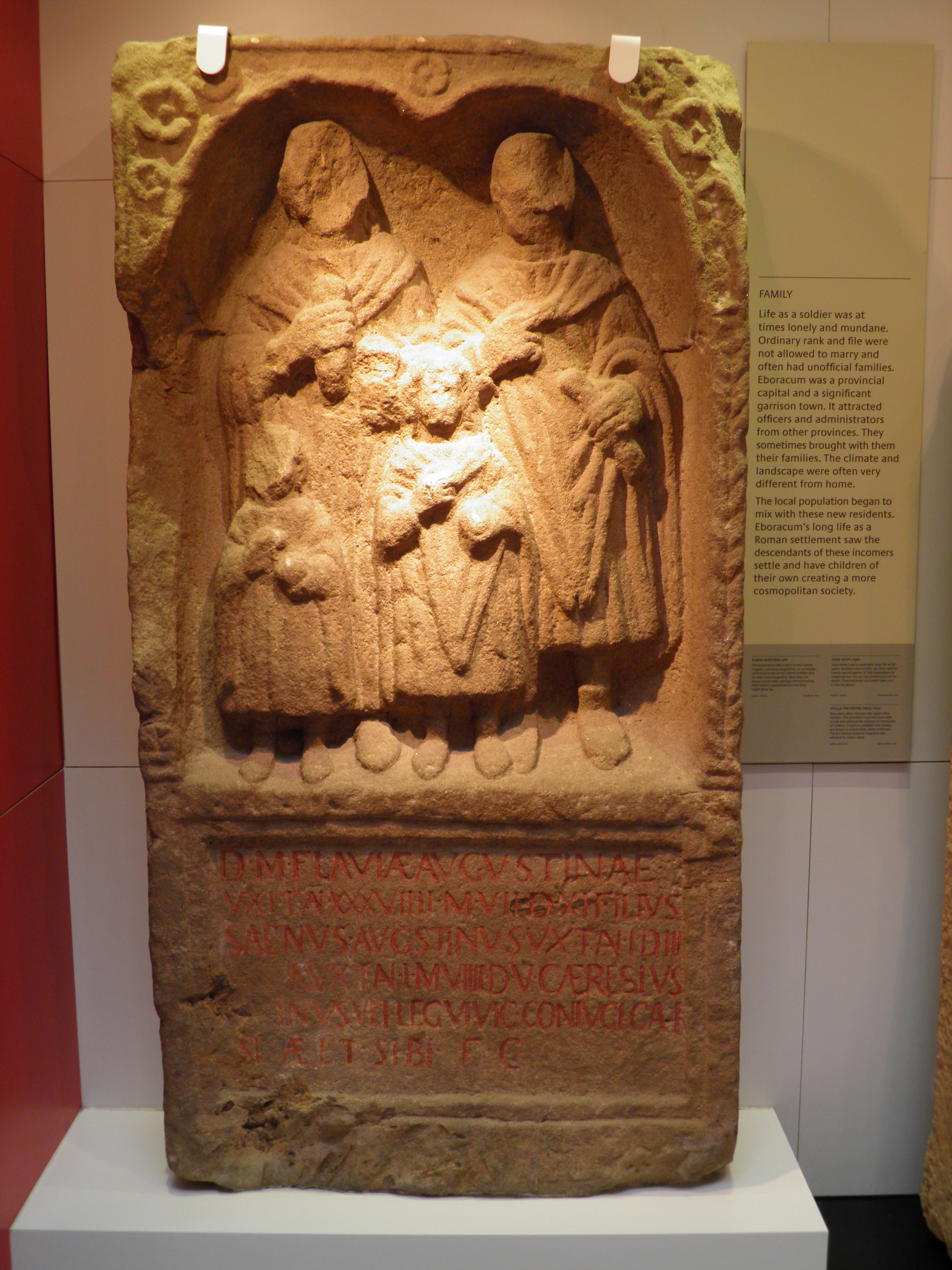
A Legio VI Victrix katonájának síremléke Yorkban

A VI. légiót Octavianus (a leendő Augustus császár) hozta létre i.e. 41-ben a Caesar-alapította VI. légió mintájára, amely akkor riválisa, Marcus Antonius seregét erősítette. Az egység még abban az évben átesett a tűzkeresztségen Perugia ostrománál.
Később Sextus Pompeius ellen harcolt, amikor az elfoglalta Szicíliát és azzal fenyegetett, hogy elvágja Róma gabonautánpótlását. I.e. 31-ben jelen volt a polgárháborút eldöntő actiumi csatában. Ezután Hispaniába vezényelték, ahol i.e. 25-13 között részt vett Augustus cantabriai háborúiban. A rendkívül nagy erőket megmozgató háborúban rajta kívül harcoltak a I Germanica, II Augusta, IV Macedonica, V Alaudae, IX Hispana, X Gemina (amely egy táborral osztozott a VI Victrixszel), XX Valeria Victrix és talán a VIII Augusta légiók.
A VI. légió közel egy évszázadig maradt az Ibériai-félszigeten és megkapta a Hispaniensis melléknevet. Veteránjai Cordoba, Mérida és Zaragoza első római telpesei között voltak. A Victrix melléknevet valamikor az. i.sz. 1. század első felében kapta, első biztos említése Nero uralkodásának idejéből származik.
Nero népszerűsége 67-re a mélypontjára esett és többen szervezkedni kezdtek elmozdítására. Hispania Tarraconensis provincia helytartóját, Servius Sulpicius Galbát a VI Victrix táborában kiáltották ki császárrá. Galba ezután az újonnan szervezett VII. légióval Rómába indult, míg a VI. légió Hispaniát biztosította számára.

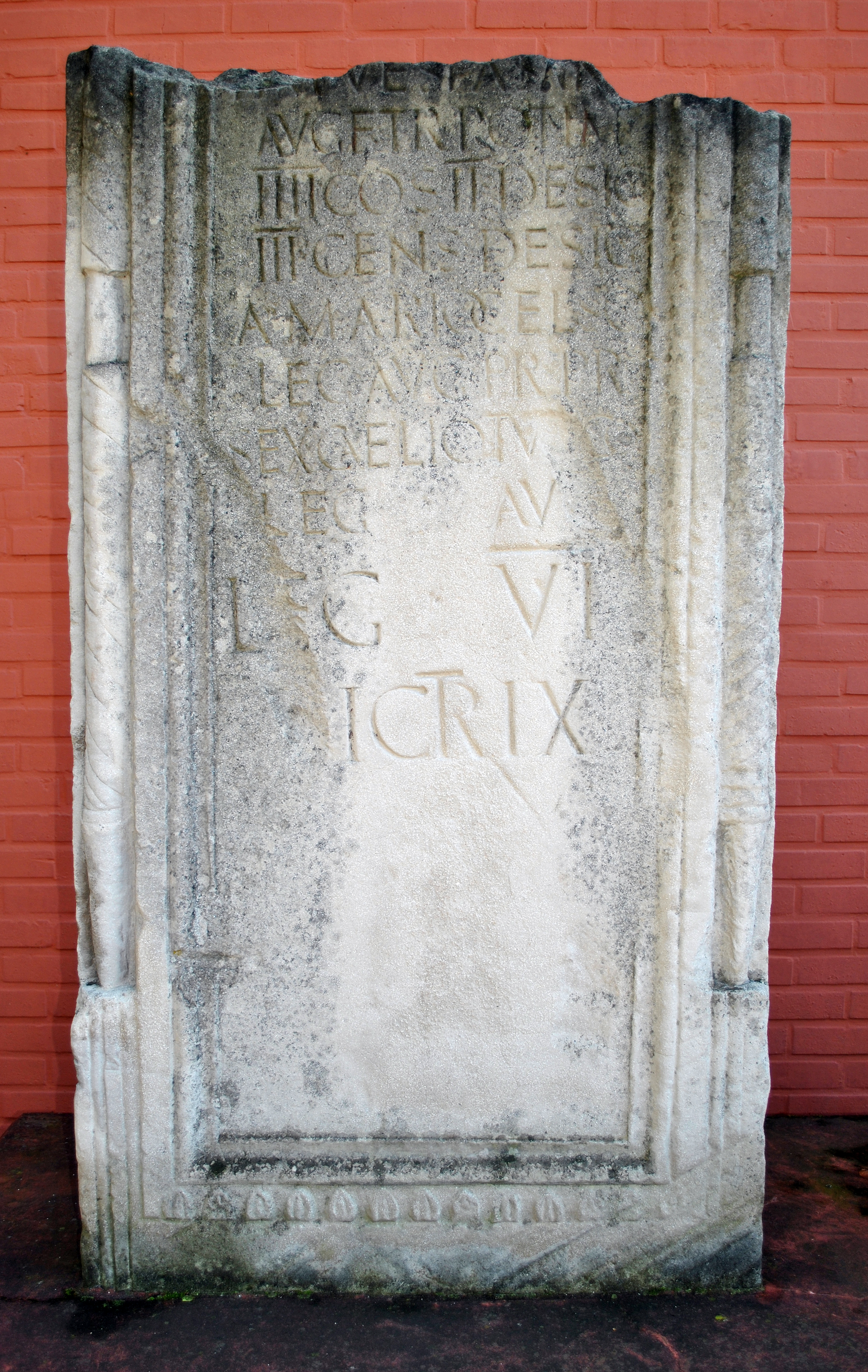
A xanteni csata emlékműve

A polgárháborúban Vespasianus győzedelmeskedett, aki a Rajna-vidéken kitört batavus felkelés leverésére 70-ben nagyobb kontingenst küldött; ennek volt része a VI Victrix is. Xantennál legyőzték a germánokat és emlékművet állítottak a császár dicsőségére, amelyen megtalálható a légió parancsnokának, Sextus Caelius Tuscusnak a neve is.
Az egység Germania Inferior provinciában maradt, ahol a lázadás során megsemmisült Legio XVI Gallica novaesiumi (ma Neuss) erődjében volt a tábora. Az erődítményt újjá kellett építeniük, mert a batavusok lerombolták.
Germania Superior helytartója, Lucius Antonius Saturninus 89-ben fellázadt Domitianus császár ellen, a germaniai légiók pedig (I Minervia, VI Victrix, X Gemina, XXII Primigenia) délre siettek, hogy leverjék a felkelést. valamennyien megkapták a Pia Fidelis Domitiana ("hűséges és lojális Domitianushoz") melléknevet. A császár 96-os meggyilkolása után a cím utolsó tagját elhagyták.
Az első század végén az egységet Xantenbe vezényelték, ahol a XXII Primigeniát váltotta fel. A légió jelentős részét felhasználták a dákok elleni háborúban, így a Rajna vonala szinte őrizetlenné vált.
121-ben Hadrianus császár meglátogatta Germania Inferiort, ahol parancsot adott az alsó-rajnai limes kiépítésére. Az építkezést a császár barátja, Platorius Nepos kormányzó felügyelte. A következő évben Hadrianus magával vitte britanniai látogatására a VI Victrixet és Platoriust, akit ennek a provinciának az élére állítottak. A VI. légió helyét a rajnai határon a IX Hispana vette át.
A légió katonái Britanniában segítettek megépíteni az új északi limest, amely Hadrianus fala néven ismeretes. Az ő részük a Newcastle és Carlisle közötti szakasz volt. Bázisuk a fal közelében, Eboracumban (a mai York) volt található. Később, 139-142 között részt vettek az új védvonal, Antoninus falának felhúzásában Edinburgh és Glasgow között.
155-ben lázadás tört ki Észak-Britanniában, amelyben a légiók súlyos veszteségeket szenvedtek. Hiába hoztak erősítést Germaniából, Marcus Aurelius uralkodásának kezdetére vissza kellett húzódniuk a Hadrianus-fal mögé.
165-166-ban a légióban szolgált Publius Helvius Pertinax, aki 193-ban egy rövid időre császári bíbort viselt. Meggyilkolása után polgárháború tört ki, amelyben a VI Victrix Clodius Albinust támogatta. 196-ban átkeltek Galliába, de Lyon mellett a másik trónkövetelő, Septimius Severus legyőzte őket.
Mire az egység visszatért állomáshelyére, a provinciát végigrabolták az északi törzsek és a légió kénytelen volt visszafoglalni, majd újjáépíteni Eboracumot. Kijavították a megrongált Hadrianus-falat is. Ugyanekkor ismeretlen okból megkapták a Fidelis Constans ("hűséges és állhatatos") melléknevet, amelyet lázadások megakadályozásáért szoktak kiosztani; de ilyenről nincs tudomásunk.
208-ban Septimius Severus elhatározta, hogy elejét veszi az északi törzsek támadásainak és hadjáratot indított Skóciába. A VI Victrix északra vonult és Carpow mellett közös tábort épített a II Augustával. A háború során a Britannica melléknévvel jutalmazták. A hadjárat végül ismeretlen okból félbemaradt.
A 3. században a légió Britanniában maradt és általában a helyi hatalmasságok támaszául szolgált. A Gall Császárság idején (260-274) a gall császárok pártján volt, 260-297-ben pedig a britanniai császárságot kikiáltó Carausiust és Allectust segítette. 297 után a provincia visszatért a Birodalomba és a légió a későbbi császár, I. Constantius Chlorus seregébe tartozott. Mikor ő 306-ban Eboracumban meghalt, a légió fiát, I. Constantinust kiáltotta ki császárrá.
A negyedik század végén a római uralom megingott Britanniában. A VI Victrix feltehetően több vereséget is szenvedett és végül 402-ben Stilicho főparancsnok hívta vissza a kontinensre Honorius uralkodása idején.